# Дібрівка (Бахчисарайський район)
Дібрі́вка (крим. Dibrivka, до 1962 року Залі́сся) — село в Україні, у Бахчисарайському районі Автономної Республіки Крим.
Підпорядковане Плодівській сільській раді.
Відстань від райцентру до населеного пункта становить 19 кілометрів по прямій.

## Історія
Утворено після Другої світової війни. Спочатку називалося Залісся, на 15 червня 1960 року село вже було у складі Плодівської сільради.
У 1962 року, певне, щоб уникнути плутанини із селом Залісне, перейменовано на Дубровку.
За даними перепису 1989 року у селі проживало 617 человек.

## Уродженці
- Дмитро Мороко — військовий 30-ї окремої механізованої бригади імені князя Костянтина Острозького, позивний Лебідь, загинув 21 грудня 2023 року в районі села Синьківка на Харківщині.[4]